# Samantha Richter
Pour les articles homonymes, voir Richter.
Samantha Richter, née le 5 août 1989, est une nageuse zimbabwéenne.

## Biographie
Samantha Richter remporte trois médailles de bronze aux Championnats d'Afrique de natation 2006 à Dakar. Elle termine troisième des finales du 50 mètres papillon, du 50 mètres nage libre et du 100 mètres nage libre.
Sa famille est forcée de fuir le pays après avoir été expulsé manu militari par des hommes armés en 2005, dans un Zimbabwe connaissant une réforme agraire raciste envers les Blancs zimbabwéens. Elle nage par la suite pour la Nouvelle-Zélande.